# Stazione di San Vito al Tagliamento
La stazione di San Vito al Tagliamento è una stazione ferroviaria posta sulla linea Casarsa-Portogruaro. Serve il centro abitato di San Vito al Tagliamento.

## Storia
La stazione, che si trova appena fuori dalle mura del centro storico, è in esercizio con ogni probabilità dal 19 agosto 1888, giorno in cui fu aperta all'esercizio la linea ferroviaria Casarsa – Portogruaro.
A San Vito era inoltre attivo, fino al 1913, un servizio di vetture postali, che collegava il paese a Casarsa della Delizia e a Sesto al Reghena.
A partire dal 30 giugno 1913, dalla stazione di San Vito si diramò la linea per Motta di Livenza, che rimase in esercizio per poco più di mezzo secolo essendo stata dismessa di fatto nel 1966.
Dopo anni in stato di abbandono, nel 2005-2006, la stazione è stata soggetta a notevoli lavori di adeguamento con la costruzione di due nuovi sottopassaggi, uno dei quali adatto alle persone disabili, per raggiungere il secondo binario; la costruzione dei nuovi marciapiedi rialzati per facilitare la salita in treno e la sistemazione delle mura esterne del fabbricato. Inoltre, è stato rinnovato il piazzale esterno della stazione, adiacente alla nuova autostazione.

## Strutture e impianti

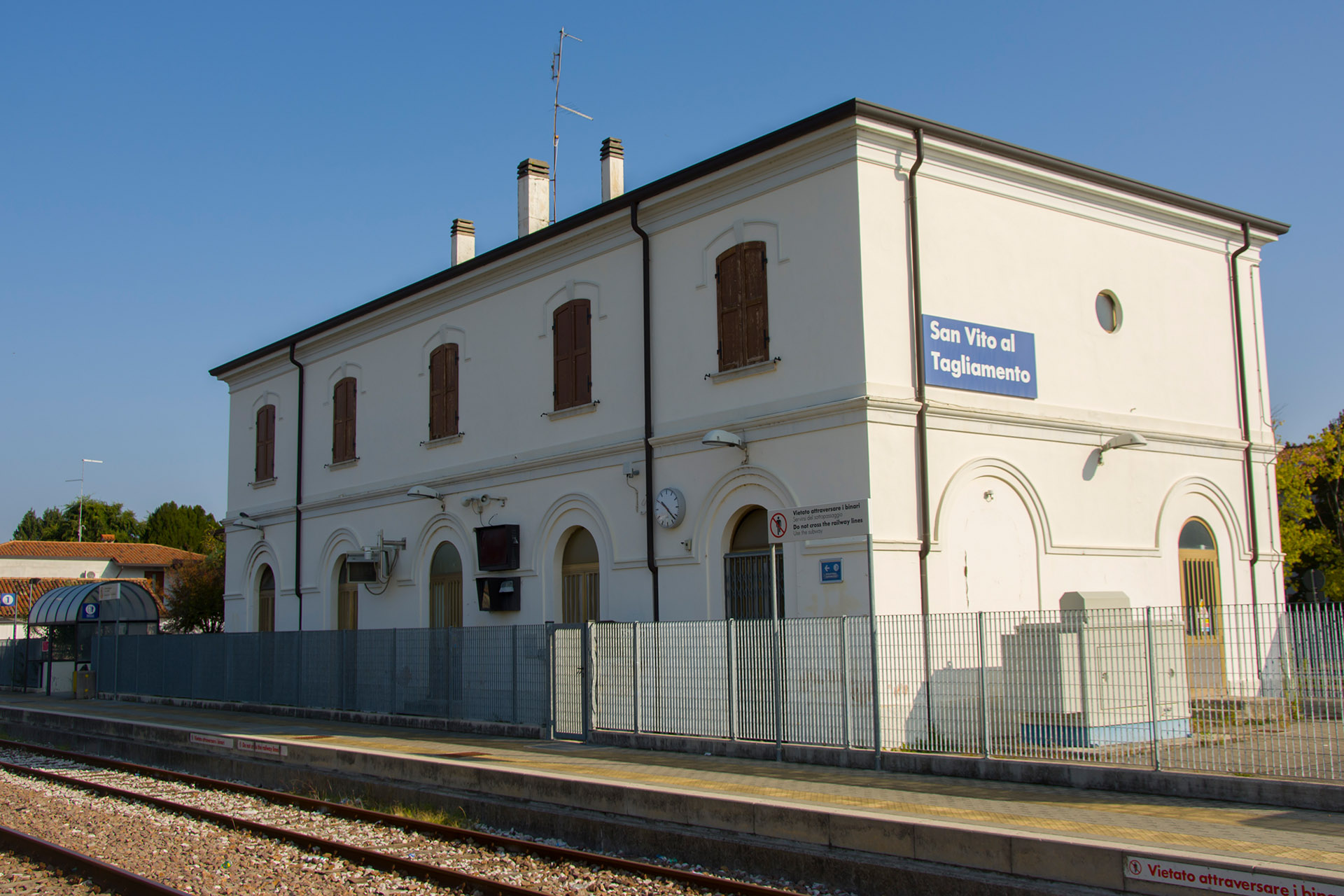
Edificio stazione ferroviaria, lato ferrovia

La stazione è composta da un piccolo fabbricato, dotato di monitor (ma al 2011 risulta disattivato), altoparlanti, bacheche, tettoia e panchine, 2 sottopassaggi e i marciapiedi rialzati. Sul primo binario è presente una biglietteria automatica. Nel piazzale antistante il fabbricato viaggiatori è presente un parcheggio, un bar e la nuova autostazione.
L'impianto è di superficie e di tipo passante. Il piazzale è composto da due binari.

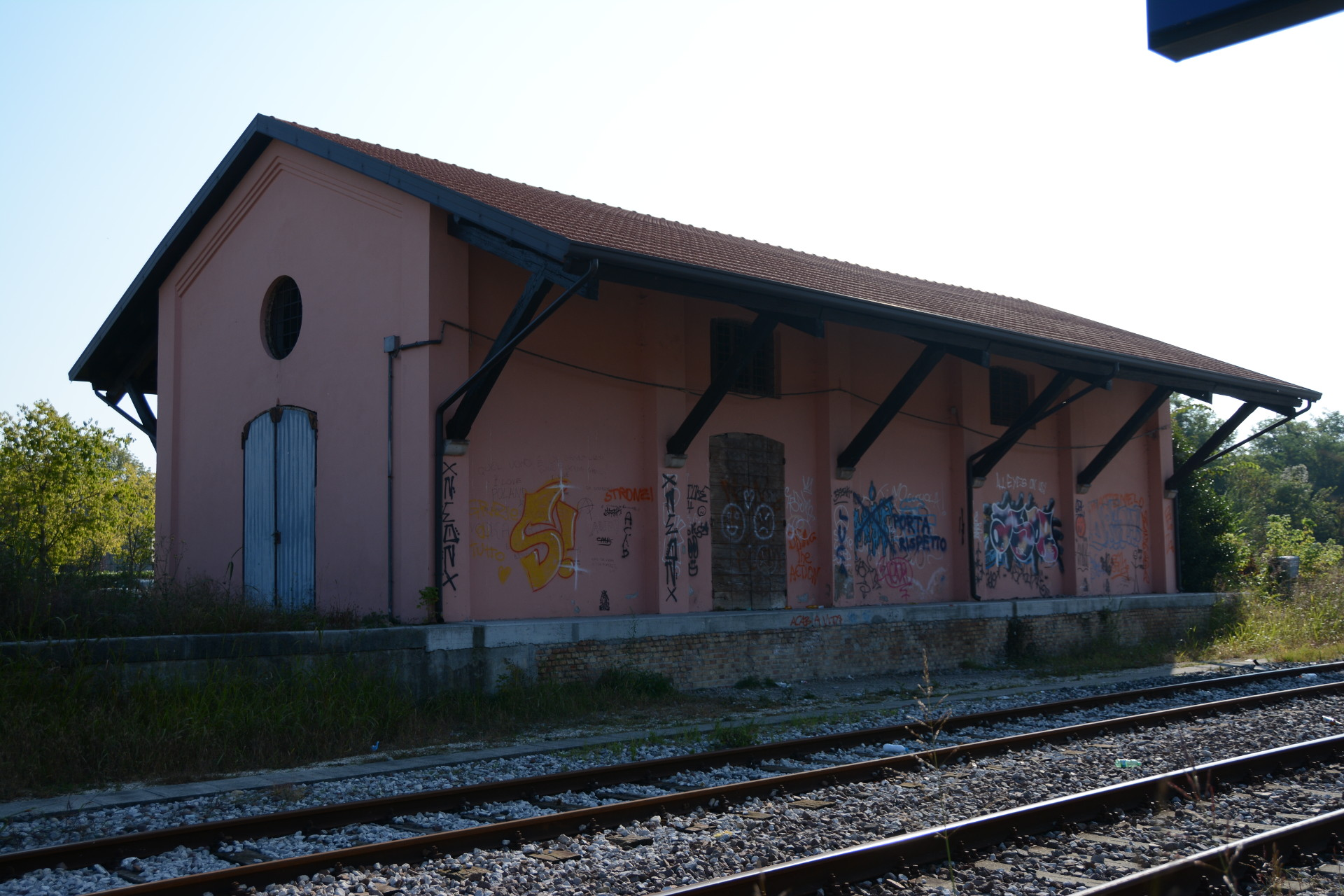
Deposito in disuso

A pochi metri dalla stazione si trova il corrispondente magazzino ferroviario ormai in disuso, il cui tetto è crollato nel dicembre 2010 ma prontamente ricostruito e ridipinto nei primi mesi del 2011.

## Movimento
La stazione è servita da treni regionali svolti da Trenitalia nell'ambito del contratto di servizio stipulato con le regioni interessate.

## Servizi
La stazione dispone dei seguenti servizi:
- Biglietteria automatica